# Skotské parlamentní volby 2021
Skotské parlamentní volby 2021 se konaly ve čtvrtek 6. května 2021 a zvoleno bylo celkem 129 členů Skotského parlamentu. Volební vítězství obhájila Skotská národní strana. Kampaň oficiálně začala 25. března a volby byly spojeny s otázkou druhého referenda o nezávislosti Skotska.

## Volební systém
Pro volby do Skotského parlamentu se používá systém dodatečných členů; 73 poslanců je voleno ze 73 volebních obvodů, na které je Skotsko rozděleno. V každém z nich vyhrává kandidát s nejvyšším počtem hlasů, jedná se tedy o systém relativní většiny. Zbylých 56 poslanců je voleno poměrným volebním systémem z 8 volebních regionů, z nichž je každý reprezentován sedmi poslanci. Každý volič má proto dva hlasy; prvním volí poslance ze svého volebního obvodu a druhým volí sedmičlennou kandidátku politické strany ve svém regionu. 56 dodatečných regionálních členů je přidělováno s upřednostněním stran, které většinový volební systém znevýhodnil v jednomandátových obvodech.

## Strany
Následující tabulka uvádí strany, které se před volbami pravidelně objevovaly v průzkumech veřejného mínění.
| Strana | Strana |                             | Ideologie                                 | Lídr                          | Volby 2016  | Volby 2016  | Volby 2016  |
| Strana | Strana | Hlasy                       | Hlasy                                     | Lídr                          | Mandáty     |             |             |
| Strana | Strana | Obvody                      | Ideologie                                 | Lídr                          | Mandáty     | Regiony     |             |
| ------ | ------ | --------------------------- | ----------------------------------------- | ----------------------------- | ----------- | ----------- | ----------- |
|        |        | Skotská národní strana      | Skotský nacionalismus Skotská nezávislost | Nicola Sturgeonová            | 46.5%       | 41.7%       | 63/129      |
|        |        | Skotští konzervativci       | Konzervatismus Unionismus                 | Douglass Ross                 | 22.0%       | 22.9%       | 31/129      |
|        |        | Skotští labouristé          | Sociální demokracie Unionismus            | Anas Sarwar                   | 22.6%       | 19.1%       | 24/129      |
|        |        | Skotští zelení              | Zelená politika Skotská nezávislost       | Patrick Harvie & Lorna Slater | 0.6%        | 6.6%        | 6/129       |
|        |        | Skotští liberální demokraté | Liberalismus Unionismus                   | Willie Rennie                 | 7.8%        | 5.2%        | 5/129       |
|        |        | Alba Party                  | Skotský nacionalismus Skotská nezávislost | Alex Salmond                  | Nová strana | Nová strana | Nová strana |
|        |        | Reform UK                   | Euroskepticismus Unionismus               | Michelle Ballantyne           | Nová strana | Nová strana | Nová strana |

## Pozadí

### Témata

#### Druhé referendum o nezávislosti
Hlavním tématem voleb byla skotská nezávislost. Referendum o nezávislosti se konalo v roce 2014, kdy se voliči poměrem 55% : 45% vyslovili pro setrvání ve Spojeném království. Situace se ovšem změnila odchodem Spojeného království z Evropské unie. Pro něj totiž sice hlasovalo 52% britských občanů, ve Skotsku se ale 62% vyslovilo proti. Proto velká část skotské veřejnosti podporuje druhé referendum o nezávislosti. Jeho konání nicméně musí schválit vláda Spojeného království, což britský premiér Boris Johnson odmítá.
Podporovatelé nezávislosti se situují kolem Skotské národní strany (SNP), největší skotské politické strany, jejíž podpora se blíží padesáti procentům. Její lídryně a skotská první ministryně Nicola Sturgeonová oznámila, že pokud jí to nezakáže soud, referendum v příštím volebním období uspořádá. Obecně jsou však zastánci Sturgeonové umírnění a ona sama chce referendum uspořádat jen tak, aby bylo legální a mezinárodně uznávané.
Značně radikální separatistické křídlo tvoří stoupenci Alexe Salmonda, premiéra v letech 2007 až 2014. Oproti mainstreamu představovanému Sturgeonovou hraje Salmond a jeho nově založená strana na otevřeně emotivní notu a nezávislosti chce dosáhnout zcela bez prodlení.
Poslední proud podporující nezávislost představuje Skotská zelená strana, která v ní vidí příležitost pro progresivní změny ve společnosti.
Ostatní tři významné skotské strany nezávislost nepodporují. Nejostřejším odpůrcem referenda je Skotská konzervativní strana, druhá největší strana ve Skotsku. Konzervativci z opozice vůči nezávislosti udělali hlavní téma své kampaně. Zbylé dvě strany - labouristé a liberální demokraté - naopak podporují jako prioritu ekonomické zotavení po pandemii.

### Události před volbami

#### Aféra Nicoly Sturgeonové

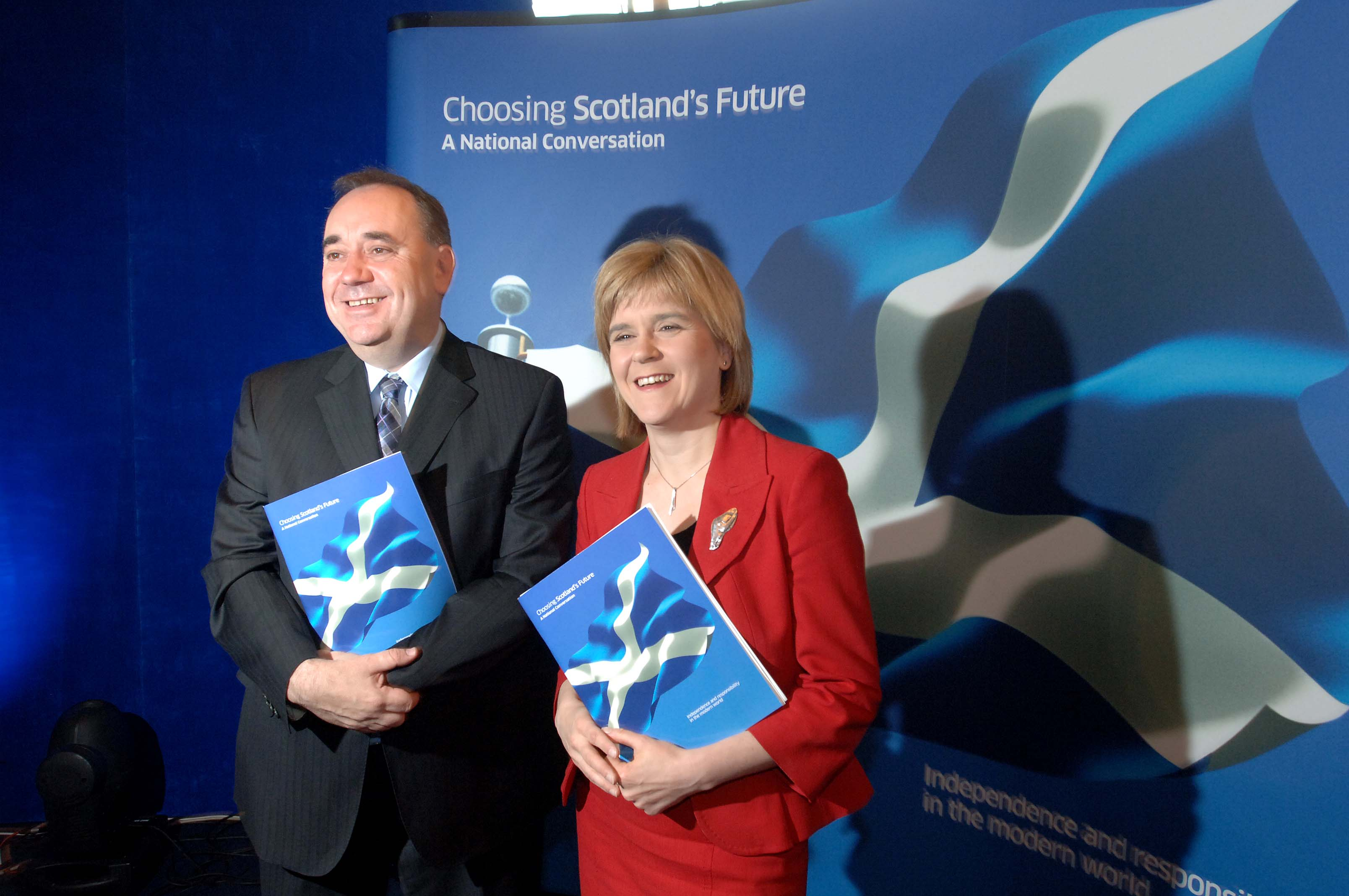
Alex Salmond a Nicola Sturgeonová v roce 2007 (tehdy jako skotský premiér a skotská vicepremiérka)

V březnu 2021 rozvířila skotské politické vody aféra premiérky Nicoly Sturgeonové, která měla podle opozice porušit ministerský kodex.
Kauza se točí kolem expremiéra Alexe Salmonda, jenž byl roku 2018 několika ženami obviněn ze sexuálního zneužívání. Později se prokázala jeho nevina; kritika Sturgeonové se zaměřila na to, že měla lhát o tom, kdy se o obviněních dozvěděla. To by bylo v rozporu s ministerským kodexem, a v případě jeho prokázaného porušení je zvyklostí rezignovat.
Kritizováno bylo i rozhodnutí kabinetu Sturgeonové vést vůči Salmondovi vyšetřování; podle v březnu objevených důkazů skotská vláda měla informace, že má jen velmi malou šanci vyhrát tento spor, který nakonec stál Skotsko více než půl milionu liber.
V souvislosti s kauzou vyzvali Skotští konzervativci Sturgeonovou k rezignaci. Měla též velký dopad na její vztah s Alexem Salmondem, o kterém dříve mluvila jako o svém příteli a mentorovi; ten ji nyní označil za „zrádkyni“. Průzkumy veřejného mínění v březnu ukázaly velký propad podpory SNP i skotské nezávislosti. V první půlce měsíce by dokonce poprvé od jara roku 2020 většina skotů nehlasovala pro nezávislost (poměr pro a proti činil 45%:45%).
Nezávislé vyšetřování sice porušení kodexu neprokázalo, poslanci ve vyšetřovacím výboru Skotského parlamentu ale odhlasovali, že je premiérka oklamala. 23. března iniciovali konzervativci hlasování o nedůvěře vládě, které skončilo ve prospěch kabinetu. Ten podpořili Zelení; pro nedůvěru hlasovali kromě konzervativců jen jeden poslanec za Liberální demokraty a jedna poslankyně za Reform UK, ostatní odešli ze sálu.

#### Založení Alba Party
Po roztržce mezi Sturgeonovou a Salmondem Alex Salmond 26. srpna oznámil založení nové politické strany, jejímž klíčovým tématem bude podpora nezávislosti; sám se postavil do jejího čela. Salmondova strana byla pojmenována Alba Party, podle názvu Skotska ve skotské gaelštině. Do strany vstoupili dva poslanci Dolní sněmovny původně zvolení za Skotskou národní stranu. Alba Party se voleb zúčastnila jen ve volebních regionech, ve volebních obvodech naopak podpořila kandidáty SNP.
Salmond nicméně popřel, že by založení bylo mstou Sturgeonové; jeho strana měla podle něj naopak pomoci stoupencům nezávislosti získat mandáty ve volebních regionech. Regionální dodateční členové jsou totiž přidělováni na vyvážení systému, a proto v nich získávají více poslanců menší strany, které s tím mají problém v jednomandátových okrscích. V předchozích volbách například SNP získala 59 poslanců ve volebních obvodech, ale jen 4 v regionech. Strana kandidující jen v regionech tedy není v zisku mandátů nijak omezená, a proto by Alba při velkém zisku hlasů měla podle Salmonda pomoci stoupencům nezávislosti, jejichž hlas pro SNP v regionech je podle něj „promrhán“.
Alba ale získala jen necelá dvě procenta hlasů, takže hlasy nacionalistů spíše roztříštila.

#### Předvolební debaty
Během posledního měsíce před volbami se uskutečnilo celkem pět předvolebních televizních debat lídrů. První se konala 30. března na BBC, druhá 13. dubna na STV, třetí 20. dubna na NUS Scotland, čtvrtá 27. dubna na Channel 4 News a pátá 4. května opět na BBC. Debat se účastnili zástupce SNP, konzervativců, labouristů, Zelených a liberálních demokratů. Do debat nebyl přizván lídr Alba Party Salmond, který v reakci podal oficiální stížnost na podjatost BBC. Ta ale byla zmítnuta.

## Kampaň

### Skotská národní strana

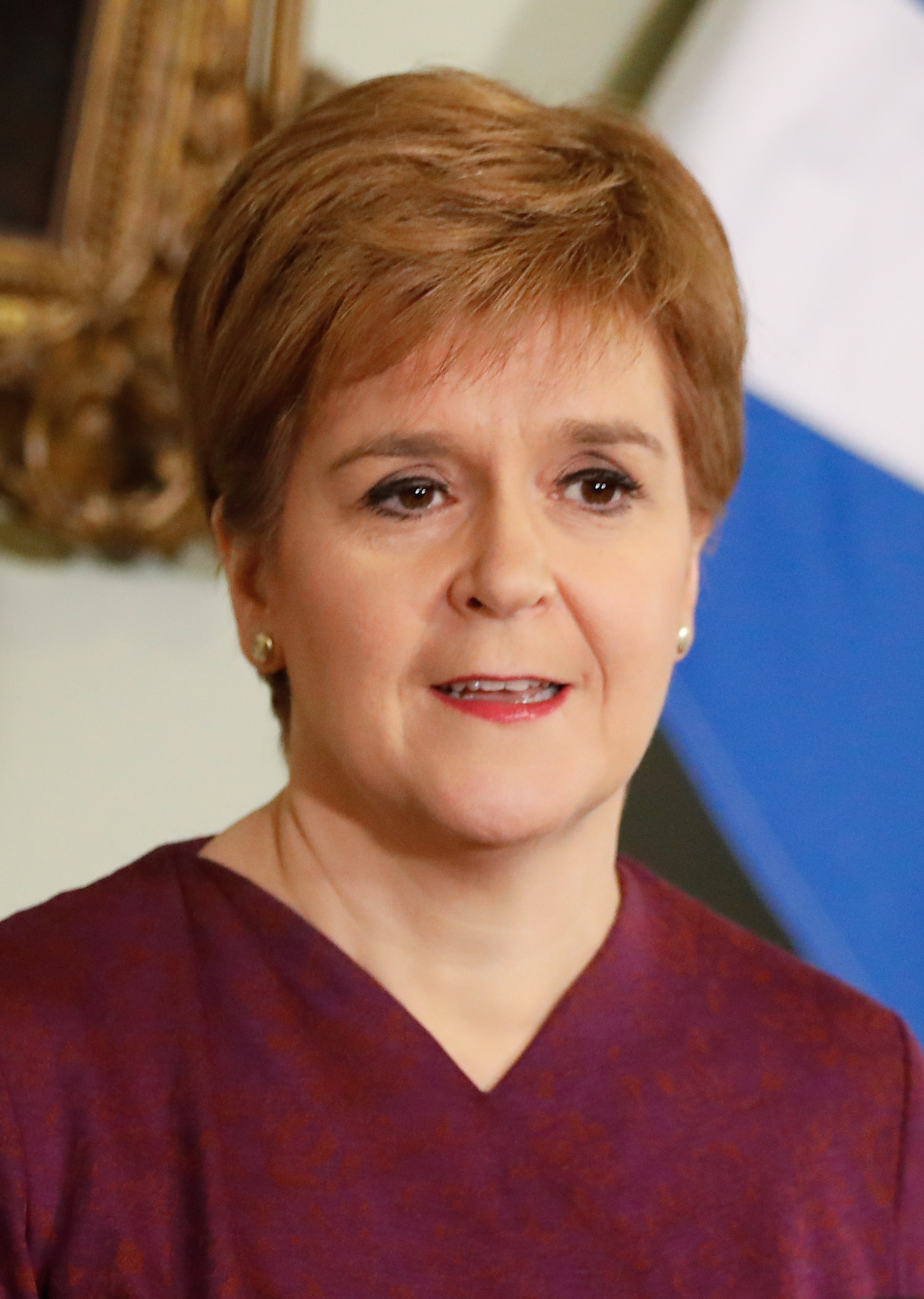
Nicola Sturgeonová

Skotskou národní stranu vedla do voleb skotská první ministryně Nicola Sturgeonová, která je velmi populární ve Skotsku i v celém Spojeném království. Strana zveřejnila svůj volební manifest 15. dubna 2021. Během online představení manifestu slíbila Sturgeonová „transformační“ politiku a šanci pro Skotsko vymanit se ze zhoubného vlivu Westminsteru.
SNP plánuje uspořádat druhé referendum o nezávislosti na konci roku 2023, pokud se pro něj vysloví většina ve Skotském parlamentu a pokud pomine pandemie covidu-19. Manifest naznačoval uspořádání hlasování i bez souhlasu Vlády Spojeného království.
| „                                         | Pokud demokraticky zvolený Skotský parlament schválí návrh na uspořádání referenda a následně se ho Vláda Spojeného království pokusí zablokovat žalobou, budeme energicky bránit vůli parlamentu. | “ |
| — Volební manifest Skotské národní strany | |   |

Mezi hlavní priority se ještě zařadilo vybudování 100 000 nových bytů do roku 2032, jejichž minimálně 70% má být se sníženým nájmem; dále vytvoření Národního sociálního systému, odpor vůči nukleárním zbraním a zestátnění Skotských železnic (ScotRail). Jedním z klíčových volebních slibů byla podpora skotské Národní zdravotní služby. Na její zvětšení chce SNP dát 2,5 miliardy liber a v příštích 10 letech dalších 10 miliard investovat do celkové modernizace zdravotnických zařízení. V tomto směru manifest ještě avizoval zvýšení platů zdravotníků o 4 procenta a bezplatné zubní lékařství. V oblasti vzdělávání skotští nacionalisté plánují rozsáhlou podporu žáků z chudších rodin, např. zavedení obědů zdarma. 10 milionů liber strana slíbila použít na založení fondu, umožňujícího firmám testovat zavedení čtyřdenního pracovního týdne. SNP představila též rozsáhlé zelené investice. Do roku 2023 se má Skotsko zbavit většiny autobusů veřejné dopravy na fosilní paliva. Z dalších oblastí například investice 100 milionů liber na vytváření „zelených“ pracovních míst. Do roku 2045 chce vláda Skotské národní strany dosáhnout uhlíkové neutrality. Z další agendy chce SNP zdvojnásobit příspěvek na péči o děti nebo prosadit daňové úlevy a stropy.
Volební sliby SNP, konzervativců a labouristů byly kritizovány londýnským Institutem pro fiskální studia za „odtrženost od fiskální reality“. Podle institutu jsou plány těchto stran na zaplacení volebních závazků nerealistické a Skotové mohou očekávat zvýšení daní.

### Konzervativci
Lídrem Skotské konzervativní a unionistické strany je od srpna 2020 poslanec Dolní sněmovny Douglass Ross. Svůj volební manifest konzervativci zveřejnili 19. dubna 2021.
Strana je striktně proti konání druhého referenda o nezávislosti, což byla podle deníku The Telegraph srdcem jejich kampaně. Mezi klíčovými prioritami bylo také ukončení rozdělení společnosti a obnova Skotska po pandemii covidu-19. Též chtěla prosadit potírání nezaměstnanosti jakožto hlavní úkol nadcházejícího volebního období. Skotští konzervativci plánovali skrze investice do rekonstrukcí infrastruktury vytvořit více než 200 000 pracovních míst. Mezi klíčové body se ještě zařadilo posílení vzdělávacího systému mimo jiné pomocí náboru 3000 nových učitelů.
V oblasti boje s pandemií konzervativci slibovali rychlejší rozvolňování koronavirových opatření nebo odložení všech regulací byznysu až do roku 2023. Z ekonomiky plánovali poskytnout firmám daňové úlevy; dále například grant 500 liber každému dospělému Skotovi na získání nové pracovní kvalifikace. Přestože volební manifest stavěl ekonomickou obnovu na první místo, konzervativci se budou dle svých slov snažit zajistit, aby do roku 2026 Skotové neplatili na daních více než zbytek Spojeného království; to by mohlo znamenat škrty ve veřejném sektoru. Do roku 2025 chtěla strana vybudovat kompletní nabíjecí infrastrukturu pro elektromobily. Konzervativci se také zaměřili na podporu venkova. Též chtěli, podobně jako Skotská národní strana, podpořit skotské zdravotnictví; v jejich případě na něj vyčlenili 2 miliardy liber.
Čelní postavou kampaně Skotských konzervativců byla populární bývalá lídryně strany Ruth Davidson. Douglas Ross popsal kampaň jako „stoprocentně skotskou“ a odmítl, že by měla na politická rozhodnutí jeho strany vliv Vláda Spojeného království.

### Labouristé

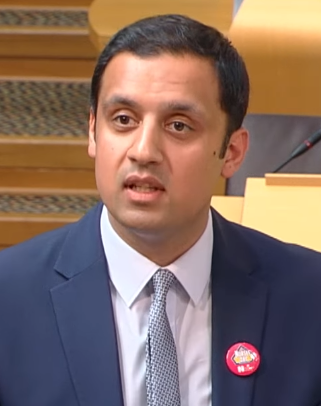
Anas Sarwar

Skotskou labouristickou stranu do voleb vedl Anas Sarwar, poslanec za centrální obvod v Glasgow. Lídrem se stal až 27. února 2021, deset týdnů před volbami. V roce 2021 kandidoval v obvodě Glasgow Southside, a to přímo proti premiérce Nicole Sturgeonové. Volební manifest labouristé zveřejnili 22. dubna 2021.
Stěžejními programovými body byla garance pracovních míst pro mladé nebo investice do Národní zdravotní služby, zejména za účelem podpory onkologie a psychiatrie a zvýšení platů pečovatelů; dále vytvoření plánu návratu žáků do škol, který by podporoval IT vybavení. Strana chtěla založit komunitní fond, zaměřený na ekonomickou obnovu lokálních oblastí. Z environmentální oblasti pak Labouristé plánovali vytvářet „zelená“ pracovní místa a prosadit Skotsko jako hostitele konference OSN o změně klimatu v roce 2021. Strana je proti konání referenda o nezávislosti v příštích pěti letech; nezávislost nepodporuje.
Labouristé se chtějí vyvarovat jakéhokoli zvýšení daně z příjmu, v případě osob vydělávajících více než 100 000 liber ročně si ale ponechali otevřenou možnost toto přehodnotit. V oblasti korporátní politiky strana plánovala nové daně pro online byznys.
Volební manifest labouristů byl kritizován za přílišnou štědrost a nejasnosti ohledně toho, jak budou předvolební sliby zaplaceny.
Obecně labouristé chtěli odpoutat pozornost od nezávislosti jakožto středobodu skotské politiky a zaměřit se na téma ekonomické obnovy. Podle Anase Sarwara Skotové nechtějí, aby příští parlament „zabředl do starých argumentů a starých roztržek“. Strana jako taková ale politicky stojí nevýhodně ve středu, kdy se pro unionisty příliš slabě vymezuje vůči nezávislosti a pro levicové voliče v této věci naopak příliš spolupracuje s konzervativci.

### Zelení
V čele Skotské zelené strany stojí od léta 2019 spolupředsedové Patrick Harvie a Lorna Slater. Svůj volební manifest Zelení zveřejnili 14. dubna 2021.
Prioritami v manifestu bylo „spravedlivé a zelené“ zotavení z pandemie, boj s klimatickou změnou pomocí investic do dopravy, zateplených domů a obnovitelné energie, podpora skotské nezávislosti a následný návrat do Evropské unie.
V oblasti daňové politiky slíbili Zelení zavést větší zdanění bohatší části společnosti. Strana plánovala ustavit jednoprocentní poplatek z nemovitostí, půdy, penzí a dalších aktiv, jejichž hodnota přesahuje jeden milion liber. Podle strany by se tato opatření měla dotknout jen nejbohatších 10 procent společnosti. Firmy, které zaznamenaly během pandemie nárůst zisku, by se měly stát předmětem jednorázové daně za účelem podpory odvětví, která byla lockdownem těžce postižena. Poplatky měly být uvaleny také na časté pasažéry v letecké dopravě, kteří měli podle Zelených platit za každý opakovaný let v jednom roce kromě toho prvního. Strana chtěla uspořádat referendum o nezávislosti v příštích pěti letech, a to pokud pro něj bude většina ve Skotském parlamentu a bude vyřešena pandemie. Ve školství plánovala mimo jiné zvýšit počet učitelů o 10 %, což znamená nábor nových 5 500. 3,2 miliardy liber chtěli Zelení investovat do veřejné dopravy. Podobně jako labouristé plánovali garantovat zaměstnání mladým do 30 let. V oblasti ochrany životního prostředí slibovala strana například založení nových národních parků nebo kroky k nahrazení fosilních paliv.

### Liberální demokraté

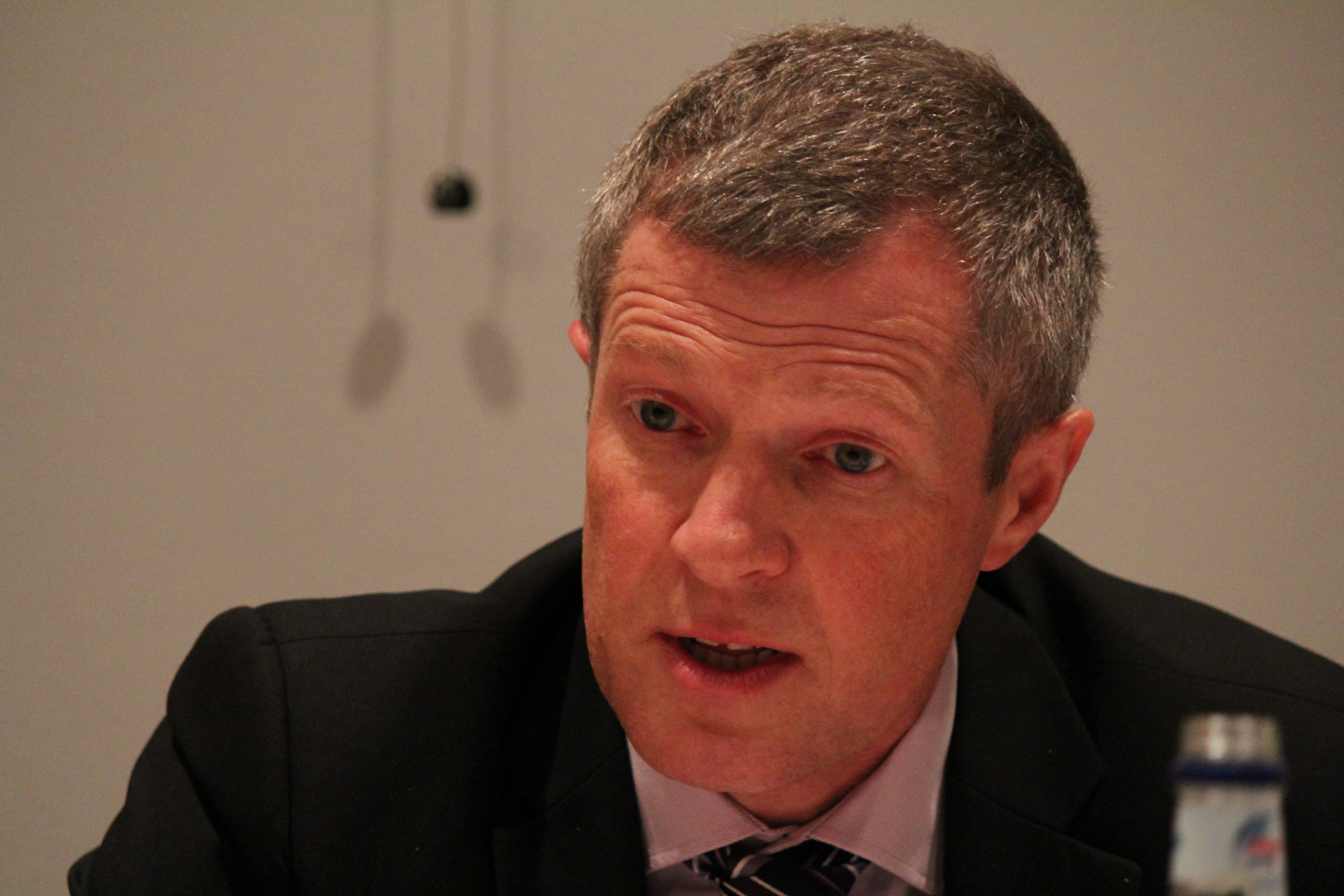
Willie Rennie

Lídrem Skotských liberálních demokratů je poslanec Skotského parlamentu za severovýchodní Fife Willie Rennie. Rennie stranu vedl již do předchozích voleb. Volební manifest liberální demokraté představili 16. dubna 2021.
Mezi priority patřilo, stejně jako u labouristů, mít uzdravení ekonomiky po pandemii na prvním místě. Dále podpora školství, léčby mentálních poruch, vytváření „zelených“ pracovních míst a zabránění druhému referendu o nezávislosti Skotska.
Program upíral velkou pozornost na školství. Sliboval „neodkladný plán, jak dostat děti zpět do vzdělávacího procesu“. Začátek povinné školní docházky se měl zvýšit na 7 let, pro děti od 2 do 7 let měla být zařízena větší péče. Každý učitel měl mít podle manifestu garantované zaměstnání; počáteční kantorský plat měl být minimálně 30 000 liber. Část výuky se měla přesunout do venkovního prostředí. Neméně důležitě viděli zdravotnictví; konkrétně mentální zdraví. Na něj mělo jít 15% z celkových investic do Národní zdravotní služby. Liberální demokraté chtěli situovat specialisty v oboru do komunitních center, škol, nemocnic nebo na pracoviště. Zdvojnásobit se měl počet psychologů zaměřených na pomoc mladším ročníkům, stejně jako počet lidí studujících na mentální poradce. Podobně jako labouristé a Zelení chtěli liberální demokraté garantovat zaměstnání mladým od 16 do 24 let. Z oblasti životního prostředí pak strana slibovala zbavit emisí milion domovů do roku 2030.
Liberální demokraté také slíbili ustavit vlastní výměnný vzdělávací program, který by nahradil po brexitu zaniknuvší program Erasmus+; to uvítal prezident Národní unie studentů Skotska Matt Crilly.
Strana se v kampani zaměřila na přetažení voličů Skotské národní strany, zklamaných „nesplněnými sliby“ nacionalistů.

### Alba Party

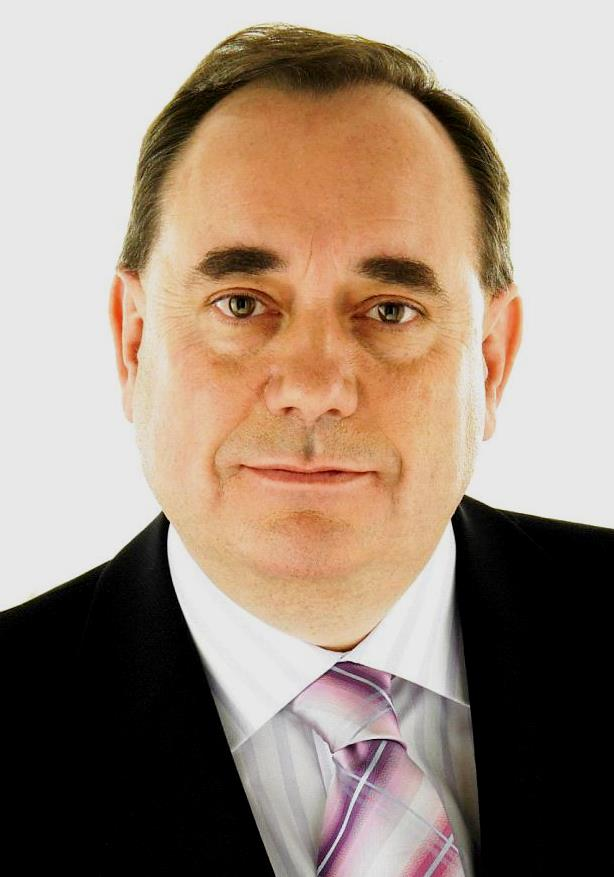
Alex Salmond

Ústředním tématem kampaně Alba Party byla podpora skotské nezávislosti. Strana se zaměřila na tvrdé zastánce nezávislosti, považující postup Nicoly Sturgeonové za příliš opatrný. Přestože Salmond sliboval čistě pozitivní kampaň, zahájil sérii útoků na strategii Sturgeonové.
Alba Party sama sebe označuje za jedinou stranu, která bere nezávislost vážně. Svůj volební manifest zveřejnila 21. dubna 2021. Strana chtěla být v příštím volebním období „hlasem hnutí za nezávislost“ ve Skotském parlamentu a by podle něj byla připravena bojovat za referendum o nezávislosti. Alba urgovala skotskou vládu vzešlou z voleb, aby s Vládou Spojeného království neprodleně zahájila vyjednávání o konání hlasování. Pokud by britská vláda odmítla uspořádání referenda povolit, měl by skotský kabinet přesto urychleně protlačit Skotským parlamentem zákon o jeho konání. Následně by se mělo bojovat o jeho uznání soudní cestou.
Po získání nezávislosti by mělo Skotsko, jak jen to bude možné, ustavit vlastní národní banku a připravit svoji státní měnu. Alba Party prosazovala vstup nezávislého Skotska do Evropského sdružení volného obchodu.
Z vnitřní politiky strana slibovala například školní obědy zdarma, investice do přechodu na bezuhlíkovou ekonomiku, financování sociálních bytů nebo podporu ženských práv.
4. května strana promítla své logo na sídlo skotské BBC; protestovala tím proti svému nepřizvání do televizních volebních debat.

### Reform UK

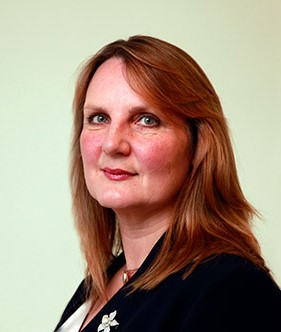
Michelle Ballantyne

Reform UK, do ledna 2021 nesoucí název Brexit Party, vedla do voleb poslankyně Skotského parlamentu Michelle Ballantyne. Zvolena byla za Skotské konzervativce, které v listopadu 2020 opustila kvůli neshodám s lídrem konzervativců Douglasem Rossem.
V kampani strana slibovala výrazné snížení a zjednodušení daňového zatížení lidí i byznysu. Hlavním cílem avizovaných opatření byla podpora skotské ekonomiky, do které by měla podle strany přinést více než 4 miliardy liber ročně. Reform UK se stavěla proti lockdownům a covid pasům. Podporovala setrvání Skotska ve Spojeném království a odmítala druhé referendum o nezávislosti. Strana se nicméně stavěla za rozšíření pravomocí skotské samosprávy.

## Složení parlamentu před volbami
|        |                             |         |
| Strana | Strana                      | Mandáty |
|        | Skotská národní strana      | 61/129  |
|        | Skotští konzervativci       | 30/129  |
|        | Skotští labouristé          | 23/129  |
|        | Skotští zelení              | 5/129   |
|        | Skotští liberální demokraté | 5/129   |
|        | nezávislí                   | 3/129   |
|        | Reform UK                   | 1/129   |
|        | Předseda                    | 1/129   |
| Zdroj: |                             |         |

## Předvolební průzkumy

### Volby v obvodech
| \| Průměr volebních preferencí den před volbami[6] (volební obvody) \| Průměr volebních preferencí den před volbami[6] (volební obvody) \| Průměr volebních preferencí den před volbami[6] (volební obvody) \| Průměr volebních preferencí den před volbami[6] (volební obvody) \| Průměr volebních preferencí den před volbami[6] (volební obvody) \| \| ---------------------------------------------------------------- \| ---------------------------------------------------------------- \| ---------------------------------------------------------------- \| ---------------------------------------------------------------- \| ---------------------------------------------------------------- \| \| strana \| \| \| \| % hlasů \| \| SNP \| SNP \| \| 48 (+1) \| 48 (+1) \| \| Konzervativci \| Konzervativci \| \| 22 (±0) \| 22 (±0) \| \| Labouristé \| Labouristé \| \| 21 (-2) \| 21 (-2) \| \| Lib Dem \| Lib Dem \| \| 7 (-1) \| 7 (-1) \| \| Zelení \| Zelení \| \| 2 (+1) \| 2 (+1) \| \| Reform UK \| Reform UK \| \| 1 (+1) \| 1 (+1) \| |               |  |         |         |
| Průměr volebních preferencí den před volbami (volební obvody) |               |  |         |         |
| strana |               |  |         | % hlasů |
| SNP | SNP           |  | 48 (+1) | 48 (+1) |
| Konzervativci | Konzervativci |  | 22 (±0) | 22 (±0) |
| Labouristé | Labouristé    |  | 21 (-2) | 21 (-2) |
| Lib Dem | Lib Dem       |  | 7 (-1)  | 7 (-1)  |
| Zelení | Zelení        |  | 2 (+1)  | 2 (+1)  |
| Reform UK | Reform UK     |  | 1 (+1)  | 1 (+1)  |

### Volby v regionech
| \| Průměr volebních preferencí den před volbami[6] (volební regiony) \| Průměr volebních preferencí den před volbami[6] (volební regiony) \| Průměr volebních preferencí den před volbami[6] (volební regiony) \| Průměr volebních preferencí den před volbami[6] (volební regiony) \| Průměr volebních preferencí den před volbami[6] (volební regiony) \| \| ----------------------------------------------------------------- \| ----------------------------------------------------------------- \| ----------------------------------------------------------------- \| ----------------------------------------------------------------- \| ----------------------------------------------------------------- \| \| strana \| \| \| \| % hlasů \| \| SNP \| SNP \| \| 37 (-5) \| 37 (-5) \| \| Konzervativci \| Konzervativci \| \| 22 (-1) \| 22 (-1) \| \| Labouristé \| Labouristé \| \| 18 (-1) \| 18 (-1) \| \| Zelení \| Zelení \| \| 10 (+3) \| 10 (+3) \| \| Lib Dem \| Lib Dem \| \| 6 (+1) \| 6 (+1) \| \| Alba \| Alba \| \| 3 (+3) \| 3 (+3) \| \| Reform UK \| Reform UK \| \| 1 (+1) \| 1 (+1) \| \| UKIP \| UKIP \| \| 1 (-1) \| 1 (-1) \| |               |  |         |         |
| Průměr volebních preferencí den před volbami (volební regiony) |               |  |         |         |
| strana |               |  |         | % hlasů |
| SNP | SNP           |  | 37 (-5) | 37 (-5) |
| Konzervativci | Konzervativci |  | 22 (-1) | 22 (-1) |
| Labouristé | Labouristé    |  | 18 (-1) | 18 (-1) |
| Zelení | Zelení        |  | 10 (+3) | 10 (+3) |
| Lib Dem | Lib Dem       |  | 6 (+1)  | 6 (+1)  |
| Alba | Alba          |  | 3 (+3)  | 3 (+3)  |
| Reform UK | Reform UK     |  | 1 (+1)  | 1 (+1)  |
| UKIP | UKIP          |  | 1 (-1)  | 1 (-1)  |

## Průběh voleb

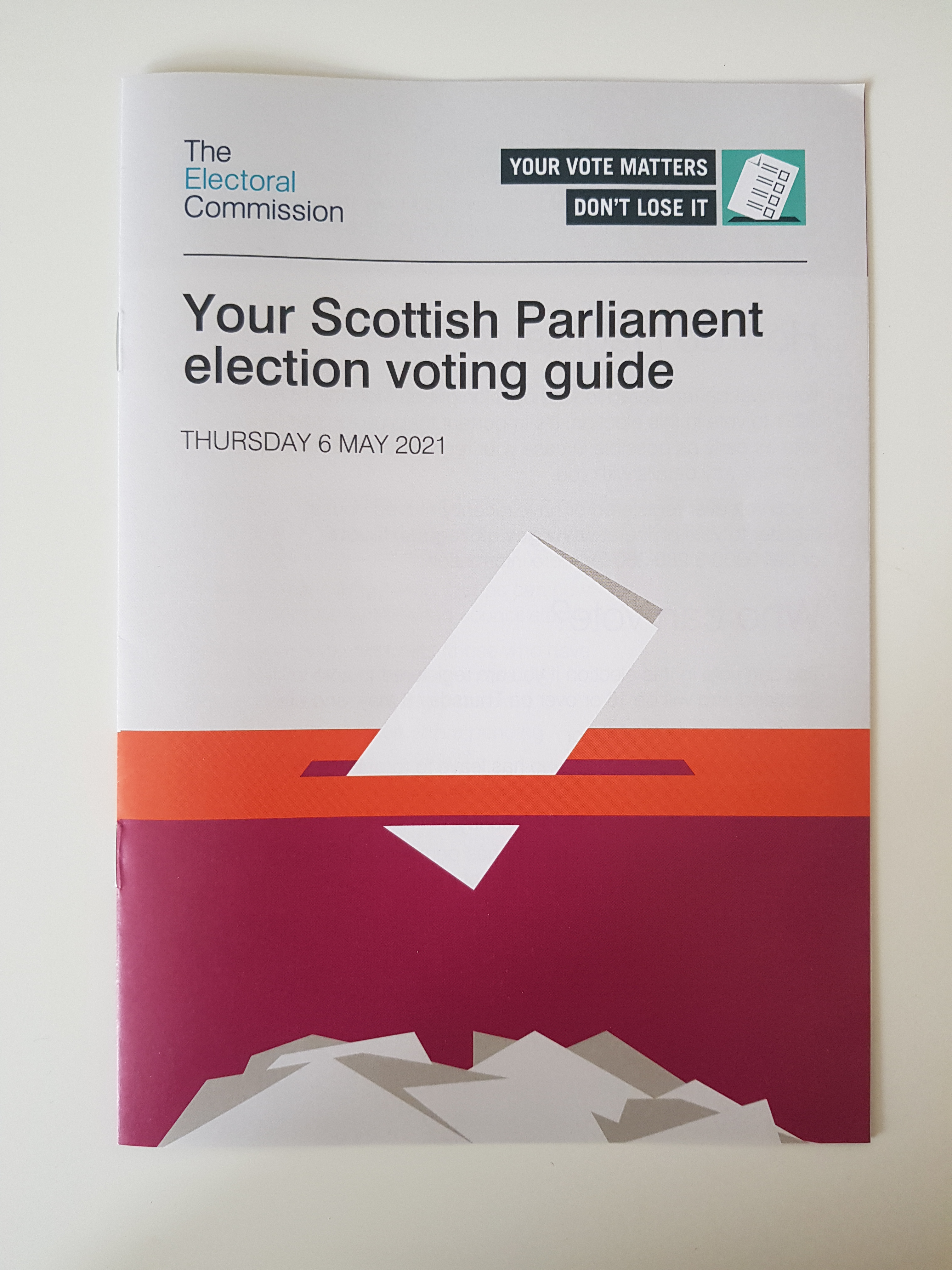
Volební manuál pro voliče

Volební místnosti se otevřely 6. května v 7 hodin ráno a uzavřely v 10 hodin večer. Kvůli pandemickým opatřením nebyly hlasy sčítány přes noc ze 6. na 7. května, začalo se až v pátek 7. května ráno. Mezi další opatření patřila například povinnost nosit roušku či limitovaný počet voličů v jedné budově. Rekordní počet voličů - více než 1 milion - odevzdal hlasy poštou.
Zvýšená volební účast byla zaznamenána v Glasgow, kde se před volebními místnostmi tvořily dlouhé fronty. Podle politického korespondenta BBC ve Skotsku Andrewa Kerra za tím stála vyšší motivace voličů SNP a konzervativců.
Premiérka Nicola Sturgeonová se při odchodu ze své volební místnosti v Glasgow dostala do slovní přestřelky s pravicovou extremistkou Jaydou Fransen, která kandiduje ve stejném obvodu jako Sturgeonová. Kandidát SNP Humza Yousaf byl, taktéž v Glasgow, obtěžován členy marginální Liberální strany, podle něj kvůli barvě jeho pleti.

## Výsledky
Sčítání hlasů začalo 7. května v 9 hodin ráno. První výsledky začaly být oznamovány 7. května odpoledne, celý proces se až protáhl až do dalšího dne. Konečné výsledky byly podle plánu oznámeny v sobotu 8. května navečer.

### Celkové výsledky
|                           |                           |           |        |        |        |        |           |         |         |         |         |       |    |
| Strana                    | Strana                    | Obvody    | Obvody | Obvody | Obvody | Obvody | Regiony   | Regiony | Regiony | Regiony | Regiony | Celk. | ±  |
| Strana                    | Strana                    | Hlasy     | %      | ±      | Mand.  | ±      | Hlasy     | %       | ±       | Mand.   | ±       | Celk. | ±  |
|                           | Skotská národní strana    | 1,291,204 | 47.7   | 1.2▲   | 62     | 3▲     | 1,094,374 | 40.3    | 1.4▼    | 2       | 2▼      | 64    | 1▲ |
|                           | Konzervativci             | 592,518   | 21.9   | 0.1▼   | 5      | 2▼     | 637,131   | 23.5    | 0.6▲    | 26      | 2▲      | 31    | 0▬ |
|                           | Labouristé                | 584,392   | 21.6   | 1.0▼   | 2      | 1▼     | 485,819   | 17.9    | 1.2▼    | 20      | 1▼      | 22    | 2▼ |
|                           | Zelení                    | 34,990    | 1.3    | 0.7▲   | 0      | 0▬     | 220,324   | 8.1     | 1.5▲    | 8       | 2▲      | 8     | 2▲ |
|                           | Liberální demokraté       | 187,746   | 6.9    | 0.9▼   | 4      | 0▬     | 137,152   | 5.1     | 0.1▼    | 0       | 1▼      | 4     | 1▼ |
|                           | Alba Party                | –         | –      | –      | –      | –      | 44,913    | 1.7     | –       | 0       | –       | 0     | –  |
|                           | Vše pro jednotu           | –         | –      | –      | –      | –      | 23,299    | 0.9     | –       | 0       | –       | 0     | –  |
|                           | Skotská rodinná strana    | 2,734     | 0.1    | –      | 0      | –      | 16,085    | 0.6     | –       | 0       | –       | 0     | –  |
|                           | Svobodná aliance          | 1,154     | 0.0    | –      | 0      | –      | 6,271     | 0.2     | –       | 0       | –       | 0     | –  |
|                           | Nezávislí kandidáti       | 5,673     | 0.2    | 0.1▼   | 0      | 0▬     | 6,122     | 0.2     | 0.0▬    | 0       | 0▬      | 0     | 0▬ |
|                           | Reform UK                 | –         | –      | –      | –      | –      | 5,793     | 0.2     | –       | 0       | –       | 0     | –  |
|                           | UKIP                      | 699       | 0.0    | 0.0▬   | 0      | 0▬     | 3,848     | 0.1     | 1.9▼    | 0       | 0▬      | 0     | 0▬ |
|                           | Ostatní strany            | 5,573     | 0.2    | –      | 0      | –      | 31,604    | 1.2     | –       | 0       | –       | 0     | –  |
|                           | Neplatné hlasy            | 9,215     | –      | –      | –      | –      | 3,812     | –       | –       | –       | –       | –     | –  |
| Celkem                    | Celkem                    | 2,715,898 | 100    | –      | 73     | –      | 2,716,547 | 100     | –       | 56      | –       | 129   | –  |
| Registrovaní voliči/účast | Registrovaní voliči/účast | 4,280,785 | 63.4   | –      | –      | –      | 4,280,785 | 63.5    | –       | –       | –       | –     | –  |
| Zdroj: BBC                |                           |           |        |        |        |        |           |         |         |         |         |       |    |

| \| Hlasy ve volebních obvodech \| Hlasy ve volebních obvodech \| Hlasy ve volebních obvodech \| Hlasy ve volebních obvodech \| Hlasy ve volebních obvodech \| \| --------------------------- \| --------------------------- \| --------------------------- \| --------------------------- \| --------------------------- \| \| strana \| \| \| \| % \| \| SNP \| SNP \| \| 47.7 \| 47.7 \| \| Konzervativci \| Konzervativci \| \| 21.9 \| 21.9 \| \| Labouristé \| Labouristé \| \| 21.6 \| 21.6 \| \| Lib Dem \| Lib Dem \| \| 6.9 \| 6.9 \| \| Zelení \| Zelení \| \| 1.3 \| 1.3 \| \| Ostatní \| Ostatní \| \| 0.6 \| 0.6 \| |               |  |      |      |
| Hlasy ve volebních obvodech |               |  |      |      |
| strana |               |  |      | %    |
| SNP | SNP           |  | 47.7 | 47.7 |
| Konzervativci | Konzervativci |  | 21.9 | 21.9 |
| Labouristé | Labouristé    |  | 21.6 | 21.6 |
| Lib Dem | Lib Dem       |  | 6.9  | 6.9  |
| Zelení | Zelení        |  | 1.3  | 1.3  |
| Ostatní | Ostatní       |  | 0.6  | 0.6  |

| \| Hlasy ve volebních regionech \| Hlasy ve volebních regionech \| Hlasy ve volebních regionech \| Hlasy ve volebních regionech \| Hlasy ve volebních regionech \| \| ---------------------------- \| ---------------------------- \| ---------------------------- \| ---------------------------- \| ---------------------------- \| \| strana \| \| \| \| % \| \| SNP \| SNP \| \| 40.3 \| 40.3 \| \| Konzervativci \| Konzervativci \| \| 23.5 \| 23.5 \| \| Labouristé \| Labouristé \| \| 17.9 \| 17.9 \| \| Zelení \| Zelení \| \| 8.1 \| 8.1 \| \| Lib Dem \| Lib Dem \| \| 5.1 \| 5.1 \| \| Alba Party \| Alba Party \| \| 1.7 \| 1.7 \| \| Ostatní \| Ostatní \| \| 3.4 \| 3.4 \| |               |  |      |      |
| Hlasy ve volebních regionech |               |  |      |      |
| strana |               |  |      | %    |
| SNP | SNP           |  | 40.3 | 40.3 |
| Konzervativci | Konzervativci |  | 23.5 | 23.5 |
| Labouristé | Labouristé    |  | 17.9 | 17.9 |
| Zelení | Zelení        |  | 8.1  | 8.1  |
| Lib Dem | Lib Dem       |  | 5.1  | 5.1  |
| Alba Party | Alba Party    |  | 1.7  | 1.7  |
| Ostatní | Ostatní       |  | 3.4  | 3.4  |

Vítězné strany ve volebních obvodech podle podílu hlasů v procentech

Skotská národní strana obsadila o jednoho poslance více než v předchozích volbách, schází jí tak jen jeden hlas do většiny, kterou však má společně se Zelenými. Díky úspěchu v regionální části voleb konzervativci zůstali druhou nejsilnější stranu, a to se stejným počtem mandátů jako v roce 2016. Skotská Labouristická strana dvě křesla ztratila. Skotští zelení si polepšili o dva mandáty, Liberální demokraté naopak jeden regionální mandát ztratili. Nové referendum o nezávislosti má ve Skotském parlamentu dostatečnou podporu. Alba Party Alexe Salmonda obdržela pouze dvě procenta hlasů, takže žádný mandát nezískala.
Tři volební obvody změnily majitele, všechny získala Skotská národní strana; dva od konzervativců (včetně okrsku uprázdněného jejich bývalou lídryní Ruth Davidson) a jeden od labouristů. Nicola Sturgeonová hladce obhájila křeslo v Glasgow Southside, proti ní kandidující vůdce labouristů Anas Sarwar nicméně v tomto obvodě navýšil zisk hlasů své strany o 9 procent. Sarwar byl nakonec zvolen na regionální kandidátce. Liberální demokraté obhájili všechny čtyři mandáty ve volebních obvodech; v klíčových okrscích zisk hlasů navýšili.

## Reakce na výsledek

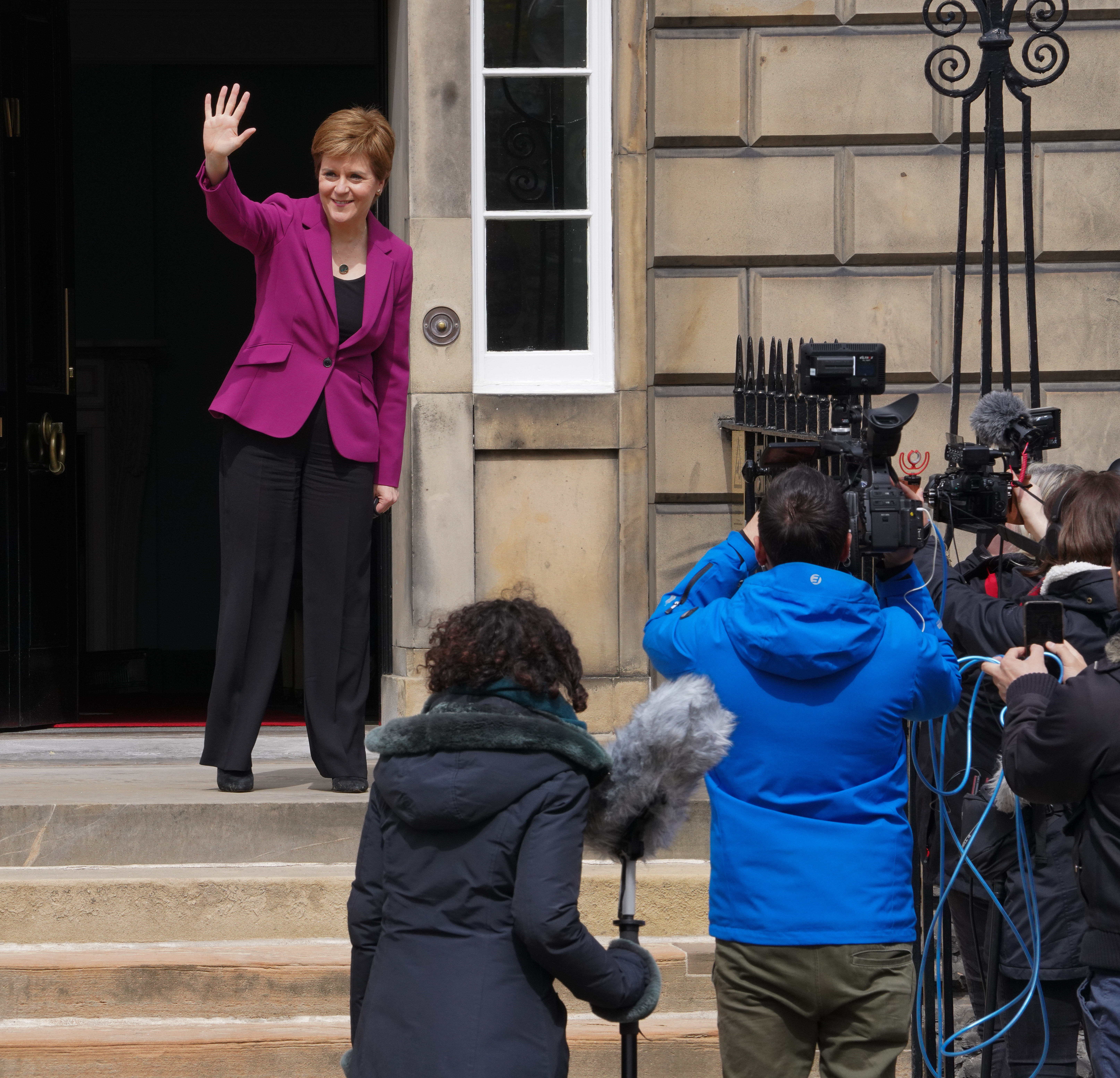
Nicola Sturgeonová přijíždí do své oficiální rezidence, 9. května dopoledne.

- Nicola Sturgeonová, skotská premiérka a lídryně SNP, řekla, že by nikdo nepředpokládal „rozsah a ohromující přirozenost našeho vítězství“.[72] Referendum o nezávislosti je podle ní nyní „věc základního demokratického principu“.[73] Později také uvedla, že situace Alexe Salmonda je pro ni „zdrojem velkého zármutku“.[74]

- Douglas Ross, šéf Skotských konzervativců, prohlásil, že Skotové volili parlament s takovými pravomocemi, jaké má, a vyhlášení nového referenda je mimo jeho kompetenci.[75] Také vyjádřil potěšení nad historicky nejlepším výsledkem konzervativců na Skotské vysočině a přilehlých ostrovech. Vzhledem k rekordní volební účasti podle něj „vyhrála demokracie“.[76]

- Dle Anase Sarwara, lídra Skotských labouristů, je jeho strana přes ztrátu dvou mandátů „zpátky ve hře“. Přestože labouristé nedosáhli toho, čeho chtěli, v porovnání se situací před několika týdny je spokojen, sdělil Sarwar.[77]

- Lorna Slater, spolupředsedkyně Zelených, označila výsledek za jasný mandát pro nové referendum.[78]

- Willie Rennie, předseda Skotských liberálních demokratů, projevil spokojenost s výsledky jeho strany ve volebních obvodech, které podle něj leckde byly „šokující“. Je dle něj frustrující, že tyto výsledky liberálové nedokázali přenést do regionální části voleb.[79]

- Ian Blackford, lídr SNP v Dolní sněmovně, prohlásil, že „Skotové právě promluvili, a Westminster musí poslouchat.“[80]

- Michael Gove, britský ministr v úřadu kabinetu, uvedl, že v případě, že Skotský parlament schválí legislativu pro vyhlášení nového referenda, vláda Spojeného království záležitost nedá k soudu.[81] Později ale popřel, že by dal referendu zelenou.[82]

- Alex Salmond, expremiér Skotska a lídr Alba Party, přes neúspěch své strany ve volbách vyjádřil spokojenost s kampaní. Dále řekl, že posledních šest týdnů pro něj bylo v posledních letech nejlepším obdobím a že si je „užil“.[83]

- Alistair Carmichael, liberálně demokratický poslanec Dolní sněmovny za Orkneje a Shetlandy, označil výsledek svojí strany za zklamání. Uvedl nicméně, že nevidí žádnou chybu ve stranické kampani.[84]

## Důsledky

### Referendum o nezávislosti
Vzhledem k tomu, že si Skotská národní strana a Skotská zelená strana udržely většinu v novém parlamentu, má nyní nové referendum o nezávislosti Skotska dostatečnou podporu. Vláda Spojeného království, která takové hlasování musí povolit, ale svůj dlouhodobě negativní názor nezměnila; proto lze v příštím volebním období očekávat velkou politickou a potenciálně právní bitvu, i když se SNP i Zelení po volbách chtějí soustředit hlavně na pandemii. Podle deníku The New York Times dává výsledek nacionalistům čas vybudovat skutečnou podporu pro nezávislost, která je nyní nejasná. Je také záhodno očekávat stoupající tlak na britského premiéra Borise Johnsona, který se může přetavit ve větší objem investic do Skotska nebo posílení pravomocí skotské samosprávy.

### Nová skotská vláda
Nicola Sturgeonová byla oficiálně uvedena do úřadu na nové volební období 18. května. S ohledem na výsledek voleb uskutečnila ve svém kabinetu drobné změny. Původně nebylo jasné, zda půjde o další jednobarevnou vládu SNP, anebo se Sturgeonová vydá cestou formální dohody se Zelenými. Již se ale dalo předpokládat, že Zelení budou důležitým prvkem pro chod vlády. Tyto dvě strany se shodnou hlavně v otázkách životního prostředí či sociální politiky, třenice lze naopak očekávat například u ropného průmyslu. Nakonec se SNP rozhodla pokračovat v jednobarevné vládě, stále se ale probíhají rozhovory se Zelenými o případné formální dohodě o spolupráci.
Ve svém vítězném projevu Sturgeonová nastínila hlavní agendu příští vlády. Patří do ní restruktualizace Národní zdravotní služby, nový národní systém sociální péče, investice do zelených pracovních míst, přeškolení lidí na „zaměstnání budoucnosti“, boj s klimatickou změnou, výstavba nových domovů, lepší školy a pomoc dětem z chudých rodin.

### Alba Party
Alba Party expremiéra Alexe Salmonda ve volbách sice získala jen asi dvě procenta hlasů, Salmond nicméně trvá na tom, že se jeho strana stačila za šest týdnů etablovat do skotské politiky. Alba je podle něj na scéně a chce tam i zůstat. Strana se chce zúčastnit lokálních voleb ve Skotsku v roce 2022. Podle deníku The Scotsman Salmondova politická kariéra ještě určitě nekončí.

### Zahájení parlamentu
Zvolení poslanci složili přísahu 13. května. Novou předsedkyní parlamentu byla zvolena poslankyně za Skotskou zelenou stranu Alison Johnstone, která neměla protikandidáta. Hlasovalo pro ni 97 členů parlamentu, proti bylo jen 28 (mimo dvě absence a jeden neplatný hlas). Po uvedení do úřadu se musela vzdát své stranické příslušnosti. 14. května pak byli zvoleni místopředsedové; první místopředsedkyní se stala Annabelle Ewing za SNP a druhým místopředsedou Liam McArthur za Liberální demokraty.